# DCファンドーム
DCファンドーム（DC FanDome）は、DCコミックスが提供するバーチャルイベントプラットフォーム。
当初はバーチャル・エンターテインメントとコミコンとして作られたが、この名称はDCコミックスを取り巻く他のオンラインイベントにも使用される。このコンベンションは、新型コロナウイルスのパンデミックによるサンディエゴ・コミコンの中止に対するワーナー・ブラザースとDCの対応として、2020年6月に作成・発表された。このコンベンションでは、映画フランチャイズ「DCエクステンデッド・ユニバース」、テレビフランチャイズ「アローバース」、コミック・ブック、コンピューターゲームなど、DCをベースにしたコンテンツに関する情報が紹介された。
メインコンベンションは「DCファンドーム: ホール・オブ・ヒーローズ」として2020年8月22日にオンラインで開催された。続いて2020年9月12日に「DCファンドーム: ディスカバー・マルチバース）」と題した第2回コンベンションが開催された。ワーナー・ブラザースは、2020年12月に行われた『ワンダーウーマン1984』のバーチャル・プレミアに「DCファンドーム」のポータルと名称を使用した。次回のコンベンションは2021年10月16日に開催される予定。

## コミック・ブック・コンベンション

### 開発
DCコミックスを中心としたファンイベントの開発は、COVID-19のパンデミックによりE3 2020がキャンセルされ、最終的にサンディエゴ・コミコン 2020もキャンセルされた2020年4月に初めて構想された。2020年6月14日、コミコンがバーチャルなComic-Con@Homeに変わったことを受けて、ワーナー・ブラザースは、DCをテーマにしたオンライン専用の別のコンベンションを発表した。「DCファンドーム」と名付けられたこの無料の「没入型バーチャルファン体験」は、2020年8月22日に24時間にわたって開催された。ホストと多くのパネリストにはDCからプロダクションキットが送られ、DCのチーフ・クリエイティブ・オフィサーであるジム・リーがデザインしたバーチャルな「ホール・オブ・ヒーローズ」のステージに登場できるよう、グリーンスクリーンで全身を撮影した。また、ビデオ会議で行われる大規模なパネルでは、独自の背景を使用した。このイベントのコンテンツは、2020年7月末から2週間かけて撮影され、2020年8月15日に完成した。
2020年8月19日、ファンドームは2日に分けて開催されることが発表された。メインのプレゼンテーション「DCファンドーム: ホール・オブ・ヒーローズ」は、8月22日に予定通り行われた。残りのプログラムは、9月12日の1日限りのビデオ・オン・デマンドによる体験「DCファンドーム: ディスカバー・マルチバース」で提供された。ワーナー・ブラザースTVグループ社長兼チーフ・マーケティング・オフィサーのリサ・グレゴリアンと、ワーナー・ブラザース映画グループのワールドワイド・マーケティング担当プレジデントのブレア・リッチは、当初のスケジュール発表時にファンから寄せられた「24時間ではコンテンツが多すぎる」という声を受けて、イベントを2つの日程に分けることを決定したことを明らかにした。
ファンや世界中の観客は、コミコンのコンベンションのようにバッジタグの使用や金銭的な購入をせずに自由にログインすることができ、テレビフランチャイズ「アローバース」の詳細を含む、今後公開される様々なDC映画、テレビシリーズ、コミック、ビデオゲームの新しい発表や予告編を見ることができた。バーチャルパネルでは、『THE BATMAN-ザ・バットマン-』、『ブラックアダム』、『ザ・スーサイド・スクワッド』、『ジャスティス・リーグ:ザック・スナイダーカット』、『ワンダーウーマン1984』、『シャザム!〜神々の怒り〜』、『ザ・フラッシュ』など、現在公開中および今後公開予定の多くのDCプロジェクトのキャストやクリエイターのインタビュー、DCエクステンデッド・ユニバースを舞台にした主要な映画プロジェクトが紹介された。このイベントは、英語、スペイン語、中国語（繁体字）、日本語、韓国語、ポルトガル語、フランス語、ドイツ語、イタリア語で放送された。DCコミックスは、今後もバーチャルイベントを開催することを計画しており、グレゴリアン氏は「コミコンのような物理的なイベントと共存できる可能性がある」と述べている。
2021年4月、次回のDCファンドーム・コンベンションが2021年10月16日に開催されることが発表された。

### 主催者と参加者
2020年8月、DCコミックスは、『THE BATMAN-ザ・バットマン-』（2022年）の監督であるマット・リーヴス、その主演のロバート・パティンソン、監督のザック・スナイダー、パティ・ジェンキンス、ジェームズ・ガンなど、DCエクステンデッド・ユニバース・フランチャイズのメンバーを含む主催者と参加者のリストを公開した。また、14カ国の13人のグローバル主催者が起用された。

### 出席率とエンゲージメント
DCファンドーム: ホール・オブ・ヒーローズは、24時間のライブ配信で、220カ国、2200万人に視聴された。また、"DC FanDome "は、Twitterでは53カ国、YouTubeでは82カ国でトレンド入りした。これについてグレゴリアンは、「私たちは、普段は接することのできない世界中の多くのファンにリーチすることができた。インドからの質問に答えてもらったり、フィリピンや南アフリカからタレントに作品を見てもらったりすることができた」と語った。

## 『ワンダーウーマン1984』プレミア
2020年12月、DC FanDomeが『ワンダーウーマン1984』のバーチャルプレミアのために戻ってくることが発表され、2020年12月15日にホール・オブ・ザ・ヒーローズで開催された。このプレミアでは、本作の舞台裏の特集や、ティファニー・スミスがホストを務めるバーチャル・レッドカーペットで、パティ・ジェンキンス監督と主演のガル・ガドット、クリス・パイン、クリステン・ウィグ、ペドロ・パスカルがファンの質問に答えたり、作曲家ハンス・ジマーによる音楽演奏が公開されたり、本作のスニークピークが行われた。